# Разрешение на работу
Разрешение на работу — термин для имеющего юридическую силу документа, который позволяет человеку устроиться на работу. Этот термин наиболее часто используется в отношении случаев, когда человеку дают разрешение на работу в стране, где он не имеет гражданства, но он используется также и в отношении несовершеннолетних, которым в некоторых странах в соответствии с законодательством о детском труде требуется разрешение для того, чтобы легально работать.

## Разрешение на работу в России
Разрешение на работу в России — официальный документ, выдаваемый временно пребывающим иностранным гражданам, и предназначенный для подтверждения их права осуществлять трудовую деятельность.
Временно проживающим в РФ иностранным гражданам разрешение на работу выдавалось до 31 декабря 2012 года (до внесения изменений в п. 4 ст. 13 Федерального закона «О правовом положении иностранных граждан в РФ»).
Сегодня многие работодатели прибегают к услугам иностранной рабочей силы. По оценкам ФМС России, в России сегодня работают 5 млн иностранных граждан.
Для того, чтобы работать в России, иностранный гражданин обязан иметь рабочую визу (для прибывающих в визовом порядке), получить разрешение на работу и встать на миграционный учёт в органах МВД РФ
Для иностранных граждан, прибывающих в безвизовом порядке (страны СНГ, кроме Туркменистана и Грузии), действует упрощённый порядок. Срок временного пребывания для них составляет 90 дней, но может быть продлён до года со дня въезда в РФ при предъявлении в миграционную службу трудового договора или договора гражданско-правового характера. То есть иностранный гражданин может получить разрешение на работу на срок до 90 дней, а потом продлить его после трудоустройства. Однако, рекомендуется сразу предъявлять трудовой или гражданский договор и оформлять разрешение на работу на весь период его действия.
Выдача разрешений на работу осуществляется с учётом установленной квоты. Квота распределяется по субъектам РФ и укрупнённым профессионально-квалификационным группам.
Не требуется разрешение на работу:
- гражданам Республики Беларусь и Республики Казахстан[4] (вступает в силу 1 января 2012 года[5]).
- работающим по найму у российских граждан - физических лиц для личных и домашних нужд (кроме предпринимательской деятельности) — они работают на основании патента;
- имеющим вид на жительство или разрешение на временное проживание;
- участникам государственной программы по оказанию содействия добровольному переселению в Российскую Федерацию соотечественников, проживающих за рубежом, и членов их семей;
- дипломатам, сотрудникам международных организаций, а также их частным домашним работникам;
- журналистам, аккредитованным в Российской Федерации;
- работникам иностранных производителей или поставщиков оборудования, выполняющих монтажные работы, сервисное и гарантийное обслуживание;
- обучающимся в российских образовательных учреждениях профессионального образования для работы в течение каникул или в свободное от учёбы время в самих образовательных учреждениях;
- приглашённым преподавателям (кроме религиозного образования);
- работникам аккредитованных в Российской Федерации представительств иностранных юридических лиц (в пределах той численности, что указана при аккредитации).

Квота на выдачу разрешений на работу не учитывается:
- при продлении ранее выданного разрешения на 90 дней (прибывшему в порядке, не требующем получения визы);
- при выдаче разрешений на работу следующим категориям:

1. квалифицированные специалисты, трудоустраивающиеся по имеющейся у них профессии (специальности), включённой в утверждённый Перечень профессий (специальностей, должностей);
2. высококвалифицированные специалисты, осуществляющие трудовую деятельность в соответствии с положениями статьи 13.2 Федерального закона «О правовом положении иностранных граждан в РФ».

Разрешение на работу действует в пределах субъекта РФ, в котором оно выдано. Однако существует 2 исключения:
- профессии и должности, работа по которым имеет разъездной характер (командировки) и связанные с работой в пути (по утверждённому перечню);
- высококвалифицированные специалисты, привлекаемые работодателями в особом порядке (ст. 13.2).

## Квоты на трудоустройство иностранных граждан в России на 2014 год
Согласно постановлению от 31 октября 2013 г. No 977 "Об определении потребности в привлечении в Российскую Федерацию иностранных работников и утверждении соответствующих квот на 2014 год"
Утвердить на 2014 год квоты на выдачу иностранным гражданам:
- 357 894 приглашений  на въезд в Российскую Федерацию в целях осуществления трудовой деятельности;
- 1 631 586 разрешений на работу.

### Заявка работодателя (общая)
Для того, чтобы попасть в квоту, работодатель должен до 1 мая года, предшествующего году привлечения иностранных работников, подать заявку в уполномоченный орган того региона, где они будут работать.
В Москве функции этого органа в части сбора заявок осуществляет Государственное учреждение «Московский центр трудового обмена»), а для приёма электронных заявок работодателей применяется государственная автоматизированная информационная система «Миграционные квоты».
В других регионах эти функции могут выполнять органы службы занятости, либо иные ведомства по решению региональных властей.

### Визовые страны
Для привлечения иностранных работников из «визовых стран» на первом этапе необходимо получить «Разрешение на привлечение и использование иностранной рабочей силы».
До его оформления необходимо обратиться в центр занятости населения с заявлением о вакантных рабочих местах и должностях. Если не найдётся подходящих работников из числа российских безработных, то можно рассчитывать на положительное заключение центра занятости.
Процесс оформления «разрешения на привлечение» занимает до 45 рабочих дней. Для его оформления требуется:
1) заявление по утверждённой форме;
2) свидетельства:
а) для российского юридического лица:
- копия свидетельства о внесении записи в Единый государственный реестр юридических лиц;
- копия свидетельства о постановке на учёт в налоговом органе по месту регистрации;

б) для иностранного юридического лица:
- копия свидетельства о регистрации юридического лица;
- копия свидетельства о постановке на учёт в налоговом органе по месту регистрации в Российской Федерации;
- копия свидетельства об открытии филиала и копия свидетельства о его аккредитации;
- копия разрешения на открытие представительства и копия свидетельства о его аккредитации;

в) для индивидуального предпринимателя:
- копия свидетельства о внесении записи в Единый государственный реестр индивидуальных предпринимателей;
- копия документа, удостоверяющего личность и место регистрации индивидуального предпринимателя;
- копия свидетельства о постановке на учёт в налоговом органе по месту регистрации;

Документы могут быть заверены сотрудником ФМС России по оригиналам.
3) проект трудового договора или другие документы, подтверждающие предварительную договорённость с иностранными гражданами;
4) документ об уплате государственной пошлины (6000 рублей за каждого работника).
К заявлению на выдачу разрешений на работу прикладываются:
- документ (или заверенная копия), удостоверяющий личность иностранного гражданина (+ заверенный перевод на русский язык при необходимости);
- цветная фотография иностранного гражданина размером 30×40 мм;
- копия документа о профессиональном образовании, квалификации, полученных иностранным работником в иностранном государстве, или справка об эквивалентности такого документа российскому диплому (свидетельству) о профессиональном образовании;
- документ об уплате государственной пошлины за выдачу разрешения на работу (2000 рублей за каждого работника).

При получении разрешения на работу работодатель обязан представить медицинские справки, подтверждающие отсутствие у иностранного работника заболевания наркоманией и инфекционных заболеваний, сертификат об отсутствии ВИЧ-инфекции.

### Безвизовые страны
Для привлечения этой категории иностранных работников работодателю не требуется «разрешение на привлечение».
Процесс оформления занимает от 10 (в соответствии с регламентом) до 20 рабочих дней. Для оформления разрешения на работу требуется:
- заявление по утверждённой форме;
- удостоверяющий личность документ (паспорт) и заверенный перевод (в силу межгосударственных соглашений, например с Украиной, может требоваться обычная копия);
- миграционная карта с отметкой о въезде (должна быть отмечена цель въезда - работа);
- талон уведомления о постановке на учёт в УФМС
- две фотографии 3х4 см;
- квитанция об уплате государственной пошлины (2000 рублей). При подаче заявления работодателем за каждого работника производится оплата отдельной квитанцией)
- при наличии проект трудового или гражданского договора с предполагаемым работодателем (для разрешения на срок до одного года со дня въезда).

Медицинские справки, подтверждающие отсутствие у иностранного работника заболевания наркоманией и инфекционных заболеваний, сертификат об отсутствии ВИЧ-инфекции предъявляются в ФМС России в течение 30 дней. Если они не будут представлены, разрешения на работу аннулируются.

### Высококвалифицированные специалисты
С июля 2010 года российские коммерческие организации, а также некоммерческие (научные, образовательные) организации могут привлекать высококвалифицированных специалистов на срок до 3 лет с возможностью продления. Разрешения на работу этой категории выдаются без учёта квот.
Работодатель самостоятельно оценивает квалификацию такого специалиста на основании предъявленных им документов. Единственным критерием является уровень оплаты труда. Заработная плата должна составлять не менее 750 000 рублей из расчета за один квартал года.

## Разрешение на работу в Республике Казахстан
Большинство иностранных граждан для работы в Республике Казахстан (РК) должны получить рабочее разрешение. Разрешение на работу, как правило, выдаётся при наличии квоты и необходимой квалификации (образование, стаж) у иностранного работника. Распределение квоты регулируется Министерством труда и социальной защиты населения РК.

## Разрешение на работу в законодательстве Европейского Союза
В настоящее время каждая страна ЕС имеет свой процесс предоставления разрешений на работу для граждан стран, не входящих в ЕС. Для решения этой проблемы, Европейская комиссия в 1999 году начала работу по созданию общеевропейской процедуры приёма на работу неграждан ЕС . В октябре 2007 года было принято предложение о введении разрешения на работу под названием «Голубая карта», похожего на «Зелёную карту» США. Оно похоже на программу Великобритании для высококвалифицированных иммигрантов, за исключением того, что требует наличия трудового договора с места прибытия. После двух лет пребывания в одной стране ЕС мигрантам разрешено перемещаться и работать в других странах ЕС, и может суммироваться число лет проведённых в ЕС для целей проживания. Эта новая карта отменит выдачу разрешения на работу на всей территории ЕС и централизует их выдачу из Брюсселя.

## Разрешения на работу в соответствии с национальным законодательством членов ЕС

### Разрешение на работу в Бельгии
Выдача разрешений на работу в Бельгии частично регулируется транспозицией законов ЕС, в особенности принципа свободного перемещения рабочей силы, а частично — Бельгийскими нормативными актами.
Есть три типа разрешений на работу для неграждан ЕС: тип С для студентов, при наличии родственных и семейных отношений и по гуманитарным причинам, типа B для специальных категорий работ (в основном, в контексте обучения и размещения рабочих), и тип А, если человеку уже предоставлялось разрешение типа B.

### Разрешение на работу в Великобритании
Существует семь стандартных процедур получения разрешения на работу в Великобритании по следующим направлениям: бизнес и коммерция, обучение и повышение квалификации, спорт и развлечения, стажировка студентов, по генеральному соглашению о торговле в рамках ВТО, по визе наследника и по схеме SBS. Каждый из них подразумевает свой собственный процесс оформления, и как правило, требуется приглашение на работу от британского работодателя. Великобритания прекратила принимать заявления на разрешение на работу во многих других категориях.
Британская система разрешения на работу в настоящее время заменяется новой системой Points-based immigration system.

## Разрешение на работу в США
В большинстве своём Соединённые Штаты не требуют разрешения на работу для совершеннолетних граждан. Однако некоторые иностранцы обязаны иметь документ о разрешении на работу, выданный Службой гражданства и иммиграции США при Министерстве внутренней безопасности.
В США разрешение на работу должен получать подросток, желающий работать. Как и иммигранты, дети имеют ограниченное право на работу. В некоторых штатах, например, Нью-Джерси, разрешения требуются только для несовершеннолетних 14-15 лет, в то время как в других штатах, как например в Массачусетсе, требуется, по крайней мере в теории, разрешение на работу для всех несовершеннолетних моложе 18 лет. В штатах, которые требуют разрешения для 16 и 17 лет, исполнение не всегда строгое. Разрешения выдаются обычно через школу. посещаемую подростком, и, как правило, требуется регулярное посещение без прогулов и опозданий средней школы (англ. high school) как обязательное условие для получения разрешения. Несовершеннолетние, как правило, ограничены в количестве часов работы в день или неделю, а также в видах работ, которые они могут выполнять.

## Разрешения на работу в Сингапуре
В Сингапуре, процесс разрешения на работу находится в ведении Министерства трудовых ресурсов. Есть несколько видов разрешения на работу, в зависимости от диапазона зарплаты работника.
«R Pass», или «Разрешение на работу», предназначено для иностранцев с зарплатой менее 1800 долларов/месяц. Министерство трудовых ресурсов ввело интернет-портал для оформления разрешения на работу, с помощью которого оно способно оформлять разрешение на работу в течение одного рабочего дня.
«S Pass» предназначено для иностранцев с зарплатой более 1800 долларов/месяц. Чтобы иметь право, претендент должен набрать минимальный счёт по системе, учитывающей зарплату, навыки (включая образование), опыт работы, и тип работы.
«Q Pass» предназначено для иностранцев с зарплатой более 2500 долларов/месяц, с признанной квалификацией или опытом работы.
«P2 Pass» предназначено для иностранцев с зарплатой от 3500 до 7000 долларов/месяц, с признанной квалификацией.
«P1 Pass» предназначено для иностранцев с зарплатой свыше 7000 долларов/месяц.

## Разрешение на работу в Королевстве Таиланд
Иностранцы, находящиеся в Королевстве по визе категории «B» и желающие работать или вести бизнес на территории Таиланда, обязаны получить разрешение на работу. Выдача разрешений на работу находится под юрисдикцией Министерства труда Таиланда. Работа без разрешения на территории Королевства уголовно наказуема. Для рассмотрения заявления на разрешение потребуется 7 рабочих дней. Если заявитель имеет квалификацию и возможность использовать «One Stop Service Center», то оформление разрешения на работу займёт всего один день. Кроме того разрешение на работу необходимо для:
- открытия личного банковского счёта;
- чтобы иметь право на подпись при операциях на корсчёте вашей компании;
- продления или получения годовой визы;
- приобретения автомобиля;
- оформления выделенной телефонной линии на своё имя.[10]

### Госпошлины
- 100 бат — регистрационный взнос;
- 750 бат — трудовой контракт продолжительностью не более трёх месяцев;
- 1500 бат — дольше, чем три месяца, но не более шести месяцев;
- 3000 бат — больше, чем шесть месяцев, но не более одного года;
- 500 бат — замена разрешения (если вы потеряли оригинал);
- 1000 бат — изменить или добавить описание работы в уже полученном разрешении;
- 3000 бат — изменение или добавление работодателя;
- 1000 бат — добавить или изменить расположение или место работы;
- 150 бат — разрешение для изменения или добавления условий.[11][12]

### Правовое регулирование разрешения на работу в Таиланде для иностранных граждан

#### Иностранцы, которые находятся в Королевстве и будут работать на территории Таиланда, обязаны действовать в соответствии с законом BOI (BOARD OF INVESTMENT)
- Подать заявление на разрешение на работу в течение 30 дней с даты пересечения границы:

санкции — штраф до 1000 бат.
- Иностранцы, которые имеют вид на жительство или визу категории «B», могут приступить к работе только после подачи заявки для получения разрешение на работу:

санкции — заключение до трёх месяцев или/и штраф до 5000 бат.
- Выполнять работу, не запрещённую королевским указом, о деятельности и профессии для иностранцев (BE2522):

санкции — заключении до пяти лет или/и штраф 2 000-100000 бат.

#### Иностранцы, которые получили разрешения на работу, обязаны выполнять
- Иметь разрешение на работу при себе или держать его в офисе в рабочее время, чтобы предъявить государственным служащим в любое время:

санкции — штраф до 10000 бат.
- Иностранцы, которые продлили разрешение на работу, должны уведомить об этом Департамент занятости, в течение 30 дней с даты продления:

санкции — штраф до 500 бат.
- Иностранец, желающий продолжить работу должны подать заявление на продление до истечения срока годности:

санкции — заключение до 3 месяцев или/и штраф до 5000 бат.
- В случае, если разрешение на работу «work permit» существенно повреждено или утеряно, иностранец должен подать заявление на замену в течение 15 дней с даты когда он узнал о повреждения или утери:

санкции — штраф до 500 бат.
- В случае, если иностранец изменяет имя или/и фамилию, гражданство, адрес, название места работы, он должен уведомить об этом Департамент занятости обновлять информацию как можно скорее.
- После увольнения иностранец или его договор или контракт на работу считается расторгнутым, иностранец должен вернуть разрешение на работу в течение 10 дней с даты увольнения:

санкции — штраф до 1000 бат.
Согласно второму трудовому декрету (Emergency Decree on Non-Thais’ Working Management No.2, 2018), иностранцы  могут работать в любом месте на территории страны без необходимости фиксировать эти изменения в разрешении, но каждый работодатель в книге должен быть указан. Если работник переводится в другой офис компании в иной части страны, работодателю следует уведомить офис Управления трудоустройства.

### Профессии, запрещённые для иностранцев
Министерство труда Таиланда установило список профессий, по которым иностранцам запрещено работать на территории Королевства. Это сделано для того, чтобы местное население не страдало от безработицы из-за прилива иммигрантов.

Список запрещённых профессий:
1. работа руками;
2. работа в области сельского хозяйства, животноводства, лесного хозяйства и рыболовства без учёта спец. должностей в каждой конкретной отрасли;
3. кладка, столярные и другие строительные работы;
4. резьба по дереву;
5. вождение транспортных средств: автобусы, грузовые машины, лодки и тд, - за исключением пилотирования самолётов иностранных компаний;
6. работа, в продовольственных магазинах, супермаркетах;
7. аукционы;
8. надзор, аудит в области бухгалтерского учёта, за исключением (в некоторых случаях) внутреннего аудита;
9. резка, изготовление и полировки ювелирных изделий, драгоценных камней;
10. стрижки, парикмахерские и косметические услуги;
11. ткать ткани вручную;
12. производить продукцию из тростника, ротанга, соломы, матэ или бамбука;
13. ручное изготовление бумаги;
14. лакирование изделий, производство таких изделий;
15. изготовление тайских музыкальных инструментов;
16. изготовление посуды;
17. изготовление изделий из сплава золота, серебра, золота или меди;
18. изделия из бронзы;
19. изготовление тайских кукол;
20. изготовление матрацев, подушек и одеял;
21. прошение милостыни в чаше с листьями;
22. изготовление шёлковых изделий вручную;
23. литьё изображений Будды;
24. изготовление ножей;
25. изготовление бумаги, ткани для зонтов и их самих (традиционных);
26. сапожное дело;
27. изготовление шляп;
28. брокерские услуги, за исключением бизнеса в международной торговле;
29. инженерные работы, проектирования и расчёты, научные исследования, планирование, тестирование, надзор за строительством или консультирование без учёта специализированных работ;
30. архитектурные работы по проектированию, чертёж плана, оценки, направлений строительства или консультирование;
31. изготовление одежды;
32. керамика и керамические изделия (изготовление);
33. производство тайских сигарет;
34. руководство и проведение экскурсий (гиды);
35. уличная торговля;
36. установка тайских символов вручную;
37. рисование и скручивания шёлковой нити вручную;
38. работа секретарём;
39. юридические услуги;[15][16]

Тайский бизнес, который открыт для иностранцев – это отели и турфирмы со статусом ИП.